# Duttlenheim
Duttlenheim (prononcé [dytlənajm]  ; Dìttle en alsacien) est une commune française située dans la circonscription administrative du Bas-Rhin et, depuis le 1er janvier 2021, dans le territoire de la Collectivité européenne d'Alsace, en région Grand Est.
Cette commune se trouve dans la région historique et culturelle d'Alsace.

## Géographie

### Localisation
Duttlenheim est une commune qui fait partie du canton et de l'arrondissement de Molsheim.
Elle est située à 10 km de Wolxheim – 11 km de Soultz-les-Bains – 10 km d'Avolsheim – 4 km d'Ernolsheim-sur-Bruche – 7 km de Molsheim – 20 km de Strasbourg.
| Dachstein               | Ernolsheim-Bruche | Kolbsheim, Hangenbieten |
| Altorf                  | Duttlenheim       | Duppigheim              |
| Griesheim-près-Molsheim | Innenheim         | Blaesheim               |

Duttlenheim est un village de plaine de plan carré.

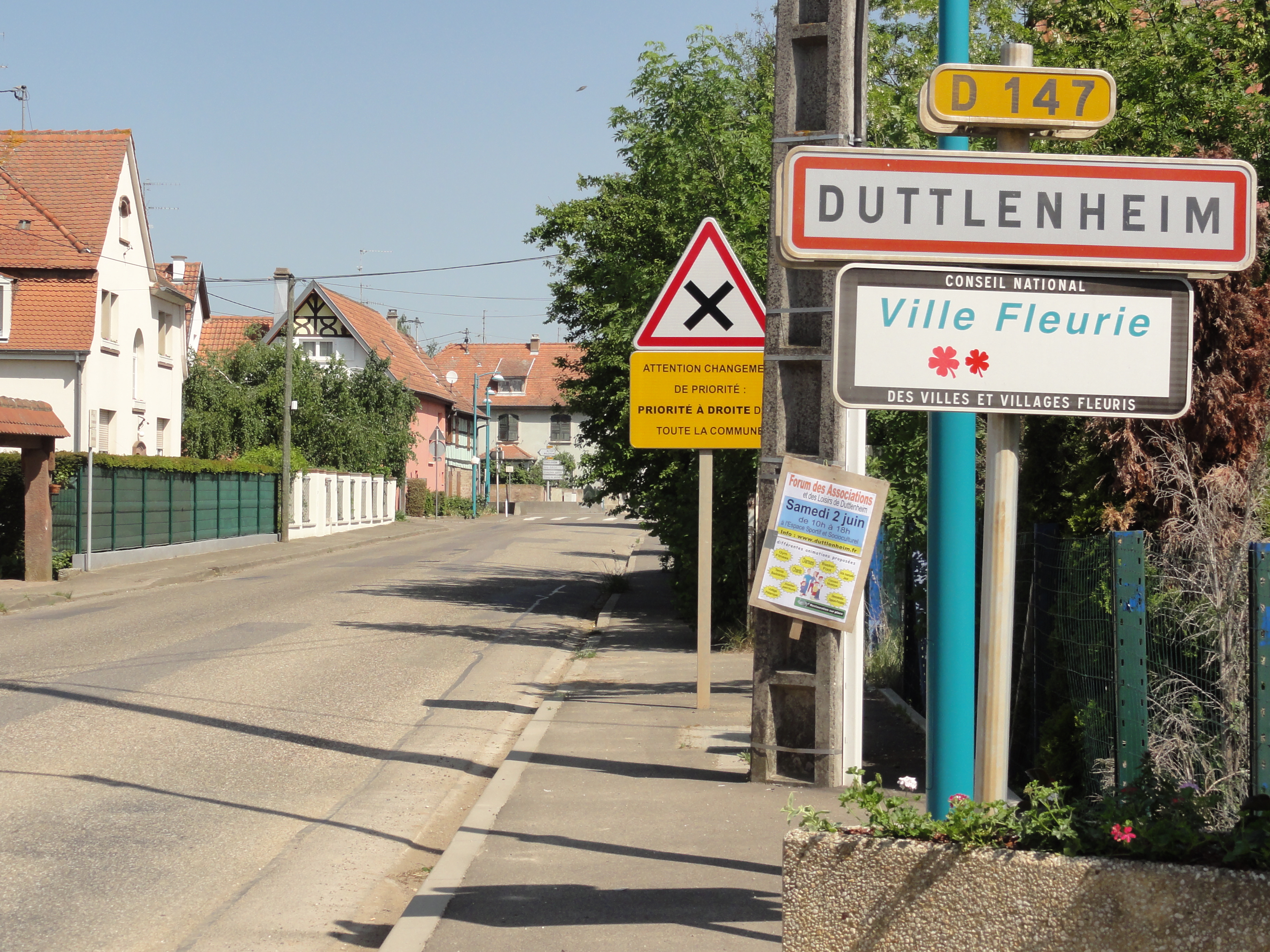
Entrée du village de Duttlenheim, en venant du sud.
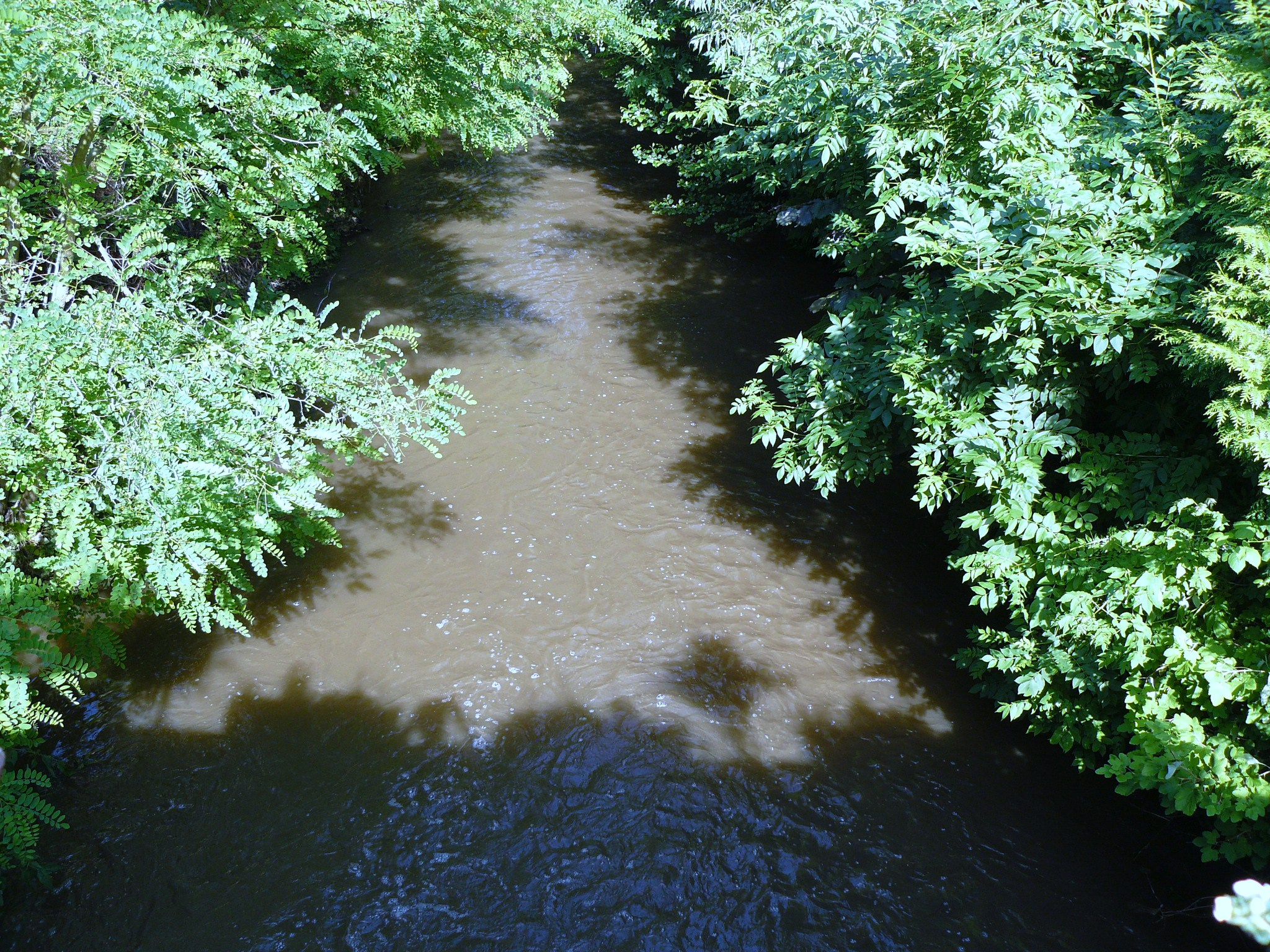
Le bras de la Bruche.
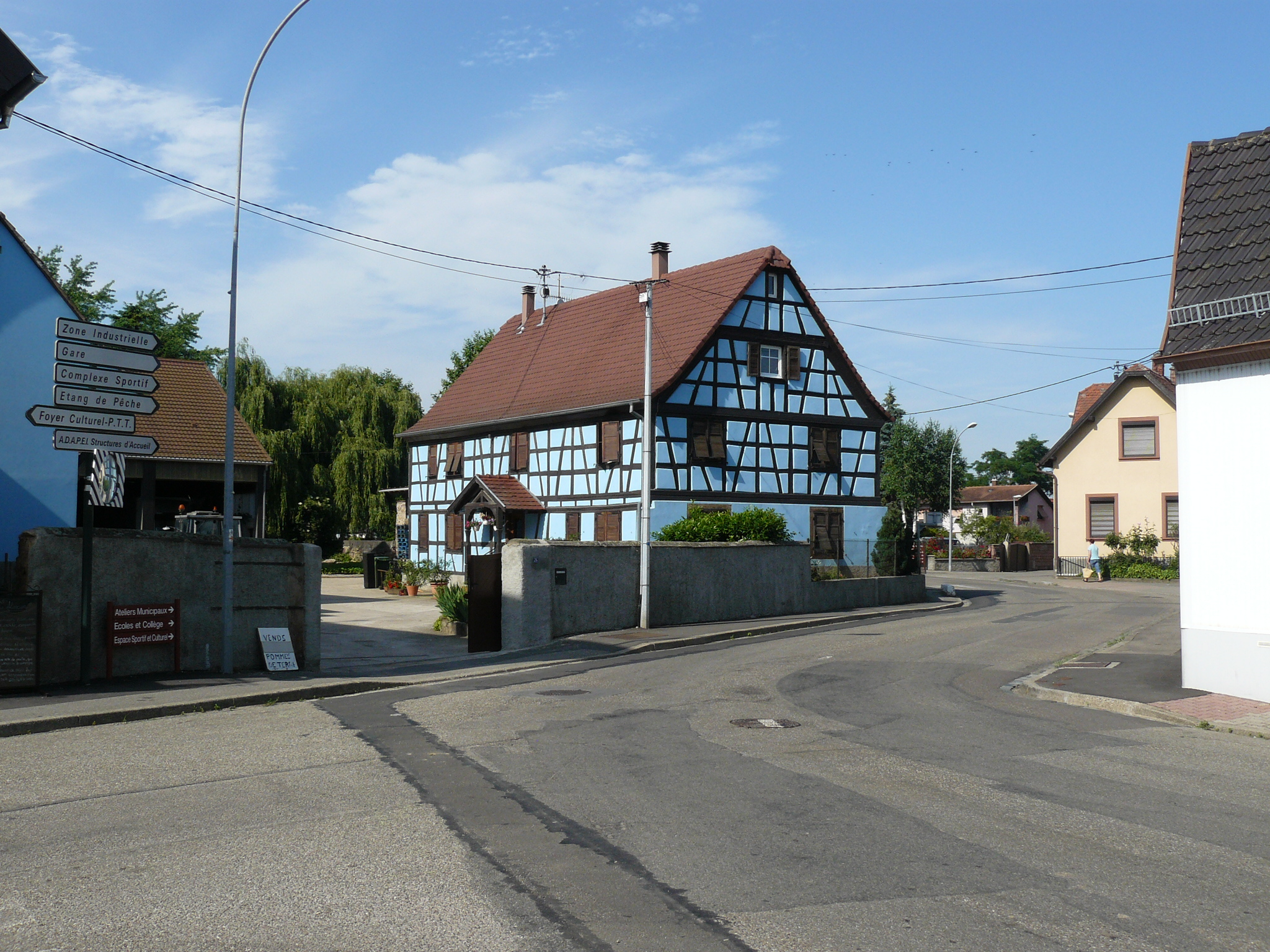
Maison à colombages.
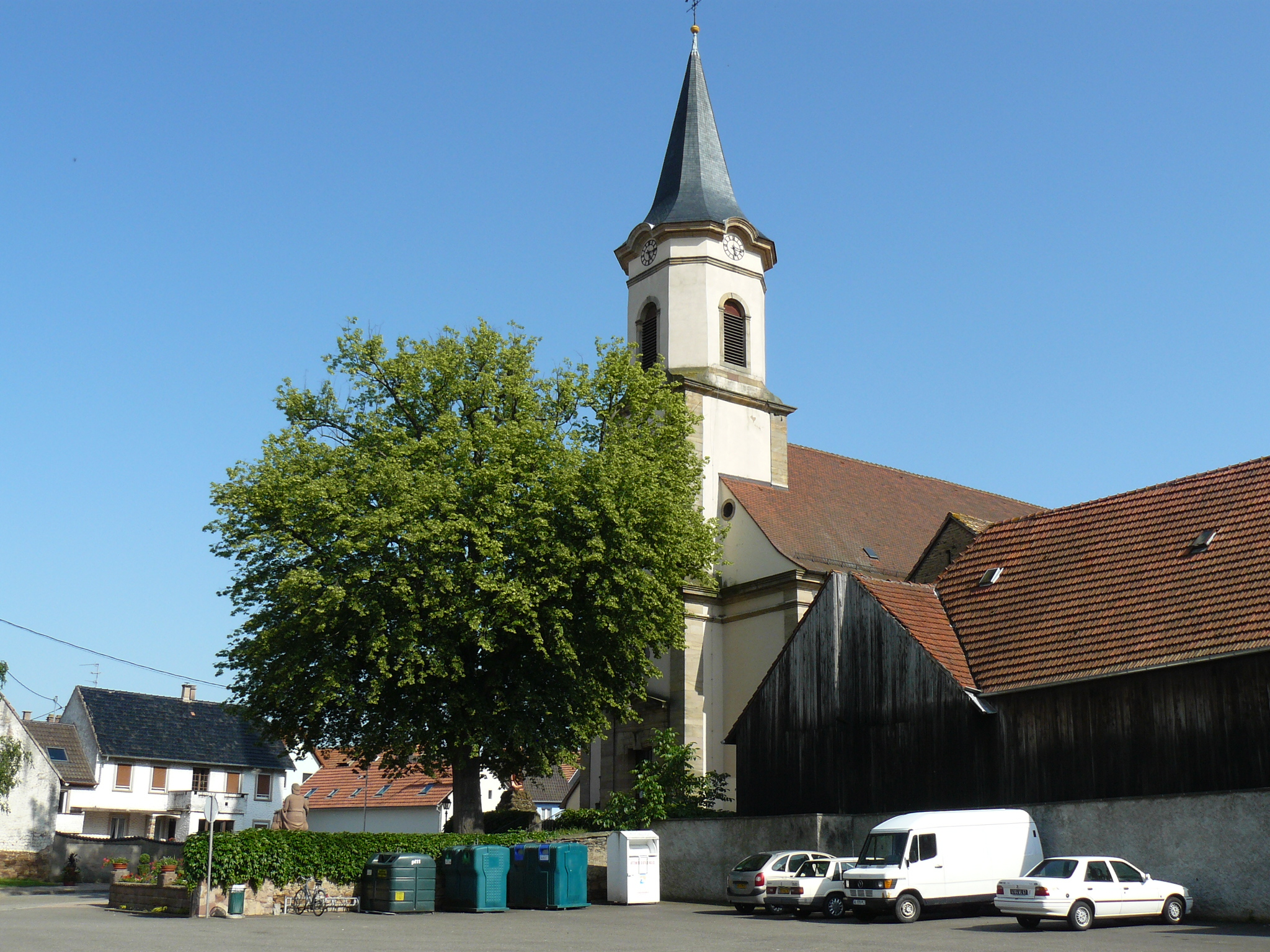
Place de l'église Saint-Louis.
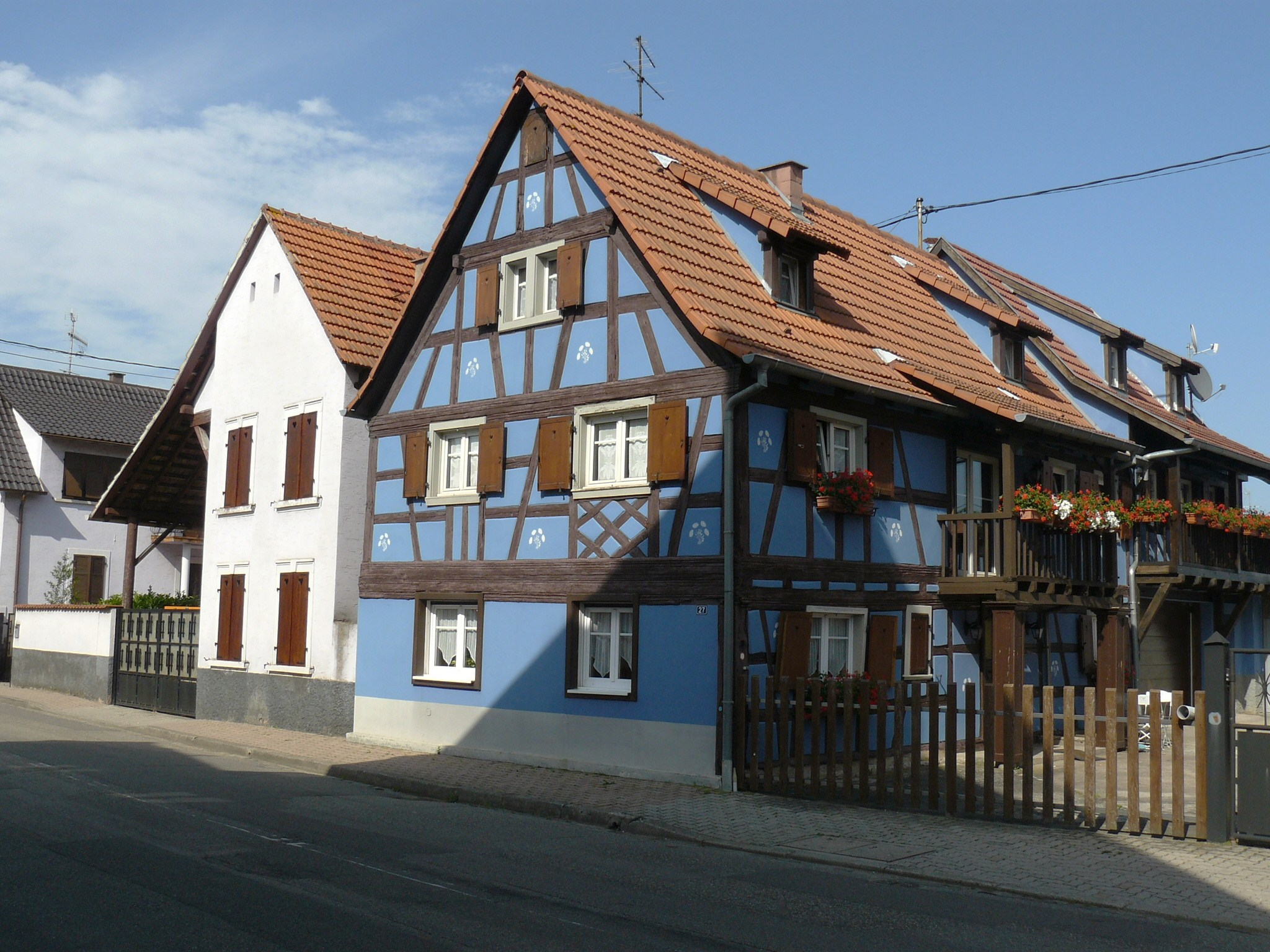
Maison à colombages.

### Hydrographie

#### Réseau hydrographique

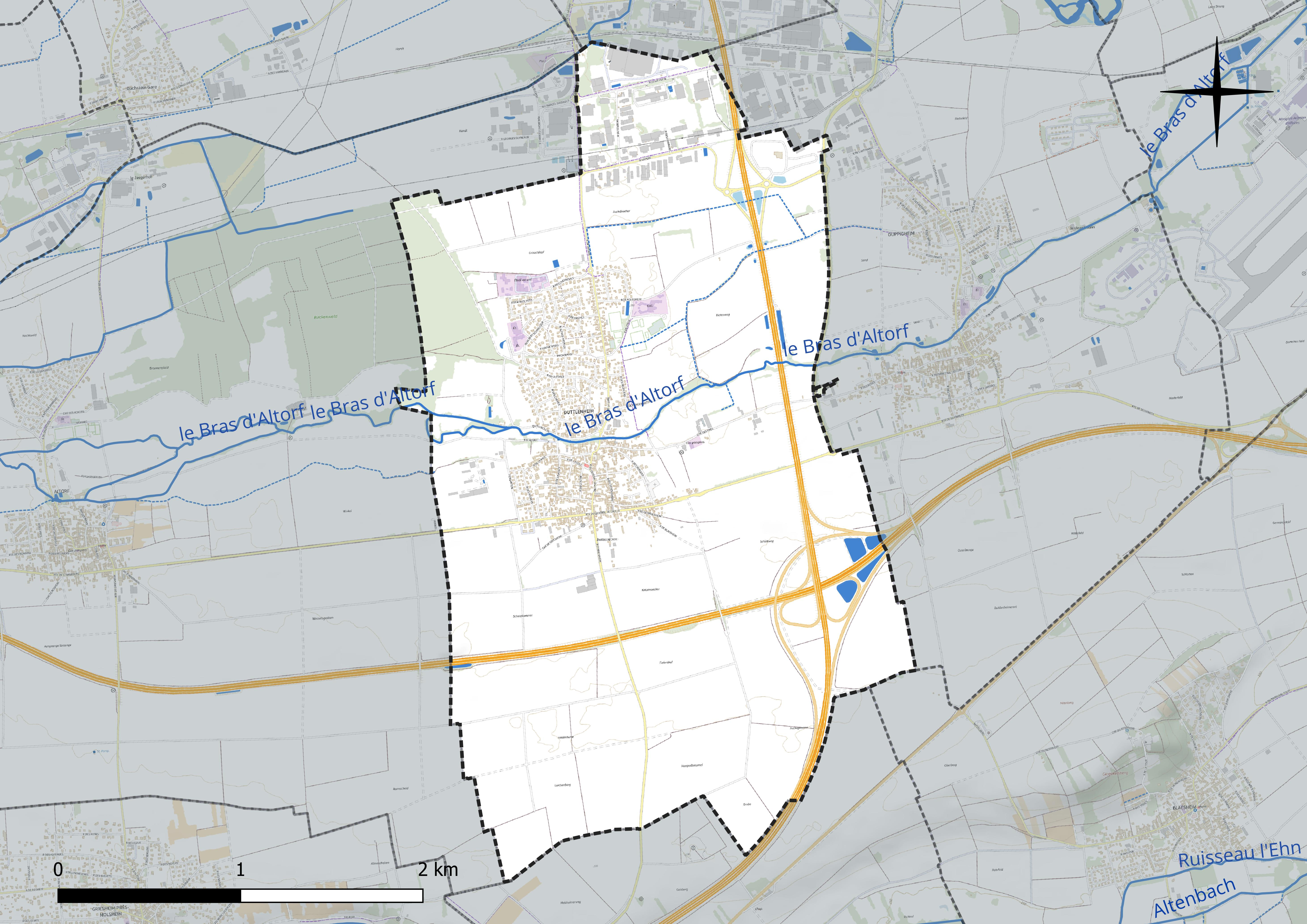
Réseau hydrographique de Duttlenheim.

La commune est dans le bassin versant du Rhin au sein du bassin Rhin-Meuse. Elle est drainée par le Bras d'Altorf,.
Le bras de la Bruche.
Le Bras d'Altorf, d'une longueur de 13 km, prend sa source dans la commune de Molsheim et se jette  dans la Bruche à Hangenbieten, après avoir traversé huit communes. 

#### Gestion et qualité des eaux
Le territoire communal est couvert par le schéma d'aménagement et de gestion des eaux (SAGE) « Ill Nappe Rhin ». Ce document de planification concerne la nappe phréatique rhénane, les cours d'eau de la plaine d'Alsace et du piémont oriental du Sundgau, les canaux situés entre l'Ill et le Rhin et les zones humides de la plaine d'Alsace. Le périmètre s’étend sur 3 596 km2. Il a été approuvé le 17 janvier 2005. La structure porteuse de l'élaboration et de la mise en œuvre est la région Grand Est. 
La qualité des cours d’eau peut être consultée sur un site dédié géré par les agences de l’eau et l’Agence française pour la biodiversité. 

### Climat
Pour des articles plus généraux, voir Climat du Grand Est et Climat du Bas-Rhin.
En 2010, le climat de la commune est de type climat des marges montargnardes, selon une étude du Centre national de la recherche scientifique s'appuyant sur une série de données couvrant la période 1971-2000. En 2020, Météo-France publie une typologie des climats de la France métropolitaine dans laquelle la commune est exposée à un climat semi-continental et est dans une zone de transition entre les régions climatiques « Vosges » et « Alsace ». 
Pour la période 1971-2000, la température annuelle moyenne est de 10,5 °C, avec une amplitude thermique annuelle de 17,9 °C. Le cumul annuel moyen de précipitations est de 632 mm, avec 8,5 jours de précipitations en janvier et 10,2 jours en juillet. Pour la période 1991-2020, la température moyenne annuelle observée sur la station météorologique de Météo-France la plus proche, « Strasbourg-Entzheim », sur la commune d'Entzheim à 5 km à vol d'oiseau, est de 11,4 °C et le cumul annuel moyen de précipitations est de 635,7 mm. 
La température maximale relevée sur cette station est de 38,9 °C, atteinte le 25 juillet 2019 ; la température minimale est de −23,6 °C, atteinte le 23 janvier 1942,,. 
Les paramètres climatiques de la commune ont été estimés pour le milieu du siècle (2041-2070) selon différents scénarios d'émission de gaz à effet de serre à partir des nouvelles projections climatiques de référence DRIAS-2020. Ils sont consultables sur un site dédié publié par Météo-France en novembre 2022.

## Urbanisme

### Typologie
Au 1er janvier 2024, Duttlenheim est catégorisée bourg rural, selon la nouvelle grille communale de densité à sept niveaux définie par l'Insee en 2022.
Elle appartient à l'unité urbaine de Duttlenheim, une unité urbaine monocommunale constituant une ville isolée,. Par ailleurs la commune fait partie de l'aire d'attraction de Strasbourg (partie française), dont elle est une commune de la couronne,. Cette aire, qui regroupe 268 communes, est catégorisée dans les aires de 700 000 habitants ou plus (hors Paris),.

### Occupation des sols

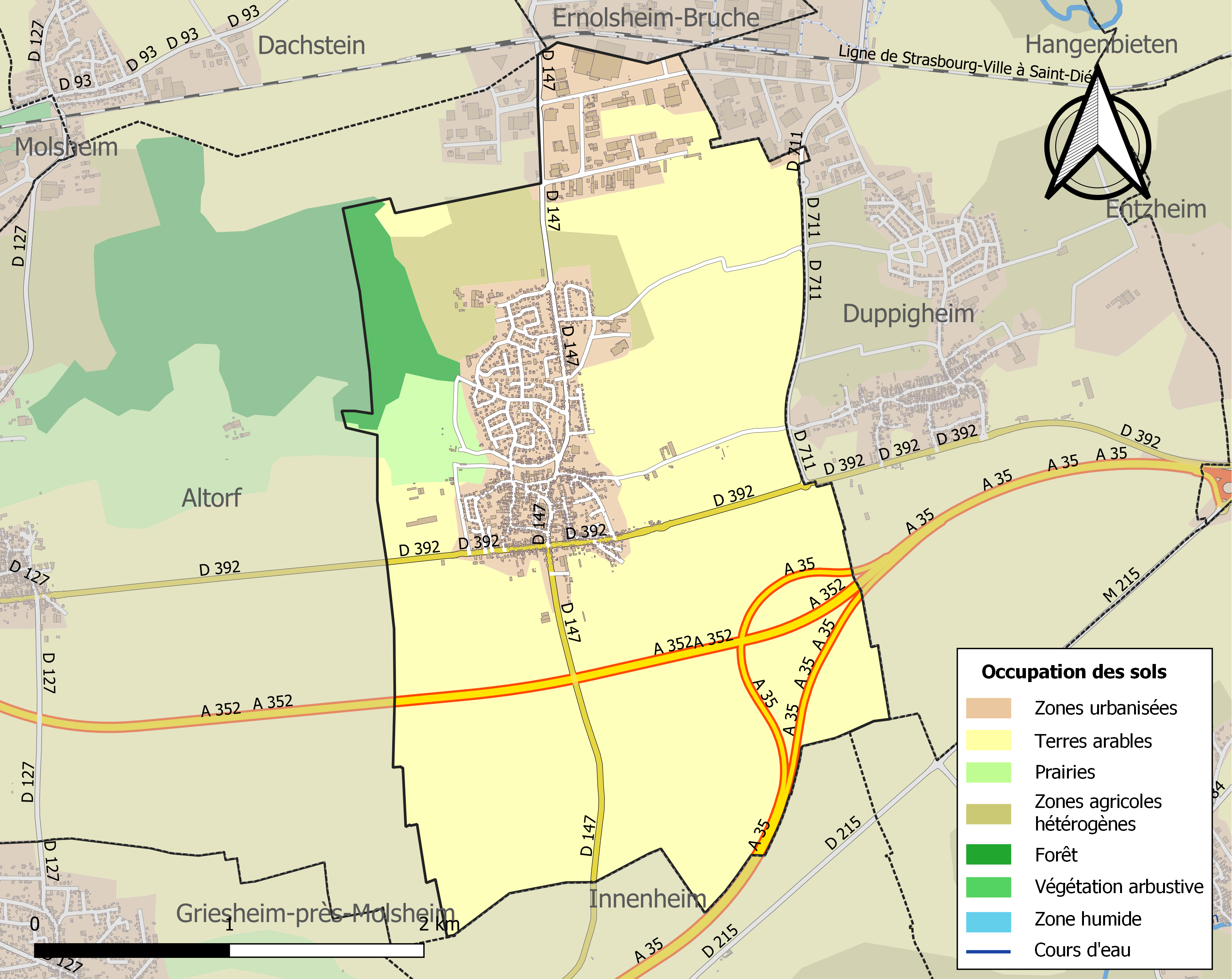
Carte des infrastructures et de l'occupation des sols de la commune en 2018 (CLC).

L'occupation des sols de la commune, telle qu'elle ressort de la base de données européenne d’occupation biophysique des sols Corine Land Cover (CLC), est marquée par l'importance des territoires agricoles (78,7 % en 2018), en diminution par rapport à 1990 (82,9 %). La répartition détaillée en 2018 est la suivante : 
terres arables (69,6 %), zones urbanisées (12,2 %), zones agricoles hétérogènes (6,3 %), zones industrielles ou commerciales et réseaux de communication (5,6 %), forêts (3,5 %), prairies (2,8 %). L'évolution de l’occupation des sols de la commune et de ses infrastructures peut être observée sur les différentes représentations cartographiques du territoire : la carte de Cassini (XVIIIe siècle), la carte d'état-major (1820-1866) et les cartes ou photos aériennes de l'IGN pour la période actuelle (1950 à aujourd'hui).

## Histoire
Les travaux d'archéologie préventive liés à la création du Grand Contournement de Strasbourg ont mis au jour sur le territoire une série de vestiges, présentés au public lors de l'exposition Un passé incontournable en 2025-2026.

Découvertes archéologiques
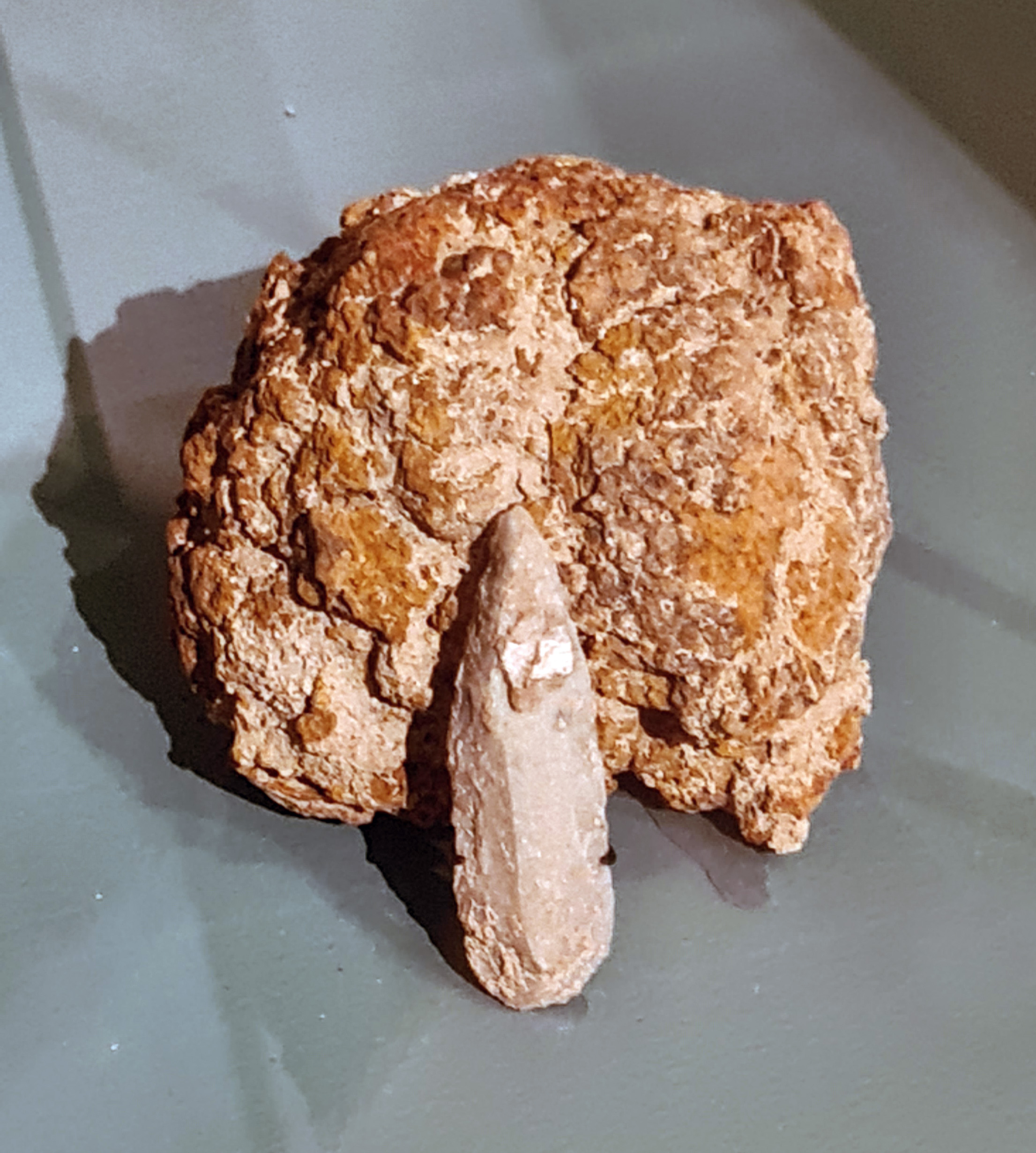
Nécessaire à feu (Néolithique moyen).
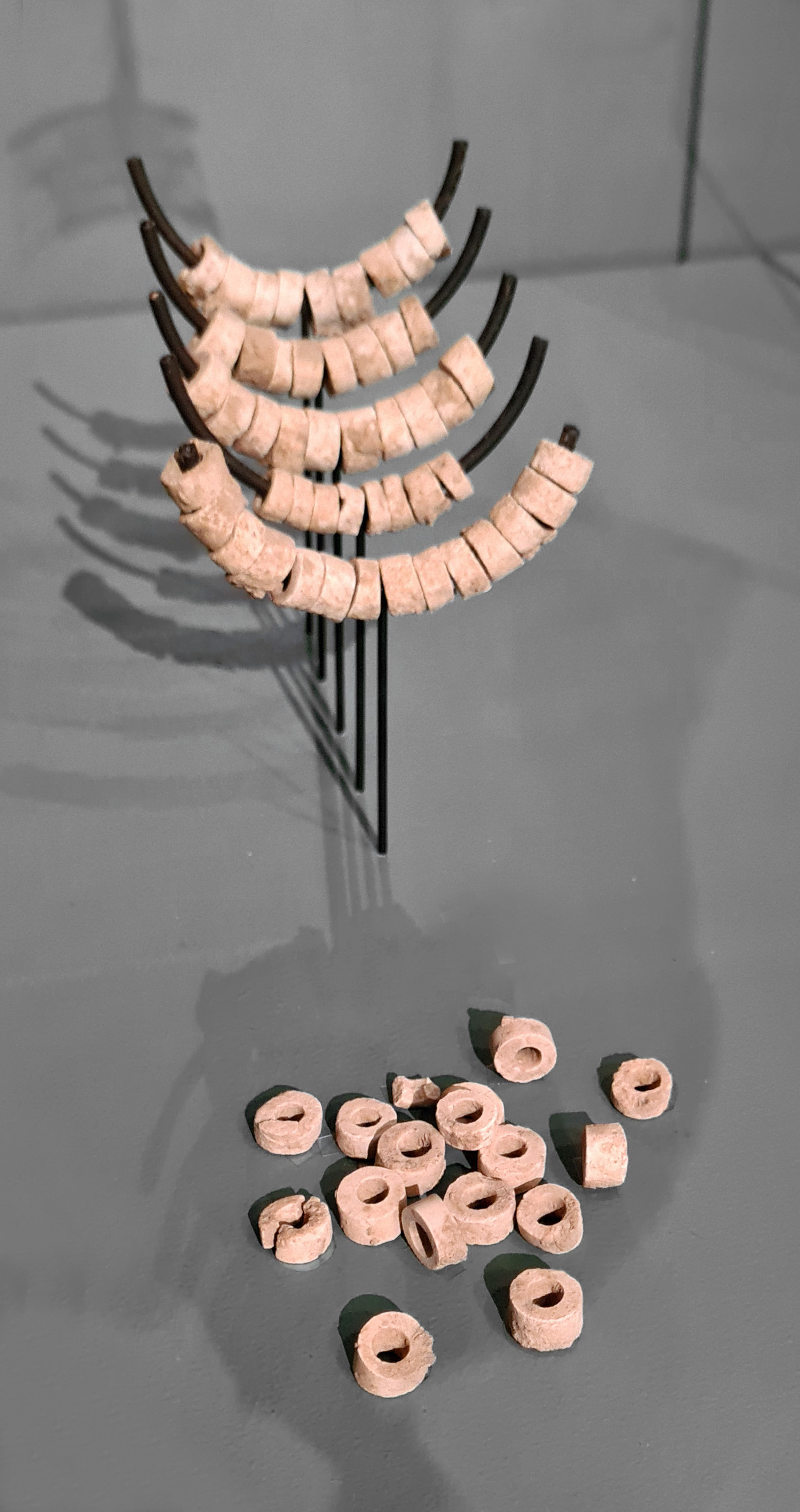
Perles de bracelet (Néolithique moyen).
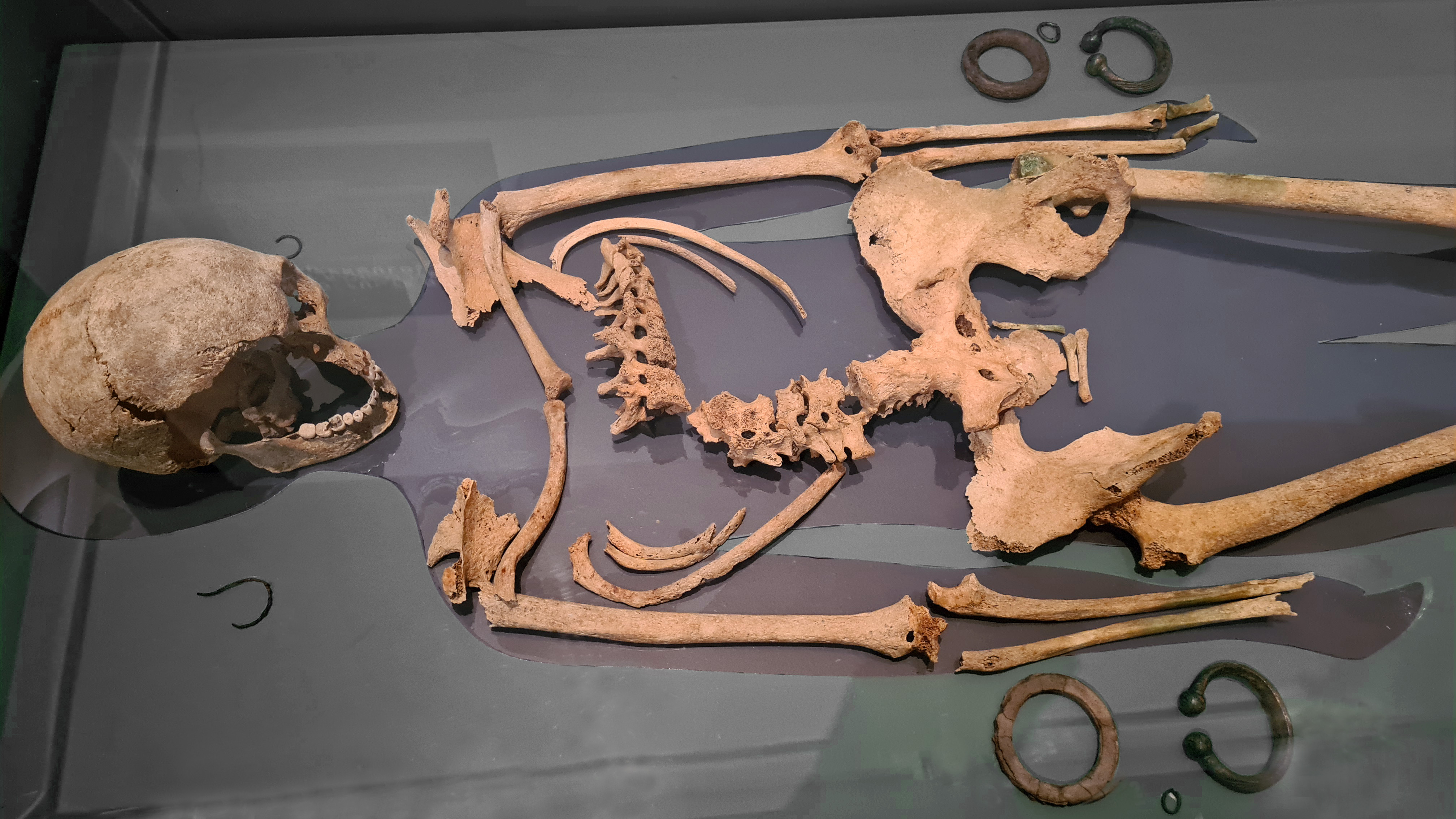
Défunte atteinte du mal de Pott (premier âge du Fer).

### Toponymie
- Dutelenheim, 1103[19] ;
- Dutelheim, 1114.

### Jusqu'à la Révolution
Le village est mentionné pour la première fois en 999. Il est attesté à l'occasion d'une donation de biens fait à l'abbaye d'Altorf par le comte du Nordgau. Faisant partie de l'évêché de Strasbourg, c'est au XIIIe siècle qu'il est donné en fief aux Landsberg. Au siècle suivant l'évêque attribue une partie des terres à la famille noble d'Andlau, et l'autre partie aux Sturm de Sturmeck. Cette dernière famille rétrocède sa part dès 1640 à la famille Reich von Platz du Tyrol. En 1553, la réforme protestante entre dans le village. Celui-ci retrouve néanmoins le catholicisme en 1686.

### Depuis la Révolution
À la Révolution, la commune est rattachée au canton de Geispolsheim ; elle y restera jusqu'en 1974, date à laquelle elle rejoint le canton de Molsheim.
Duttlenheim a toujours été un village important. En 1861, il compte déjà 1 577 habitants.
Duttlenheim a toujours été un village essentiellement agricole. La production de choucroute y tient encore une place de choix. On y cultive aussi le tabac et les betteraves sucrières. Toutefois, aujourd’hui, les deux tiers de la population active travaillent à l'extérieur de la commune, principalement dans l'agglomération strasbourgeoise.

## Politique et administration

### Liste des maires

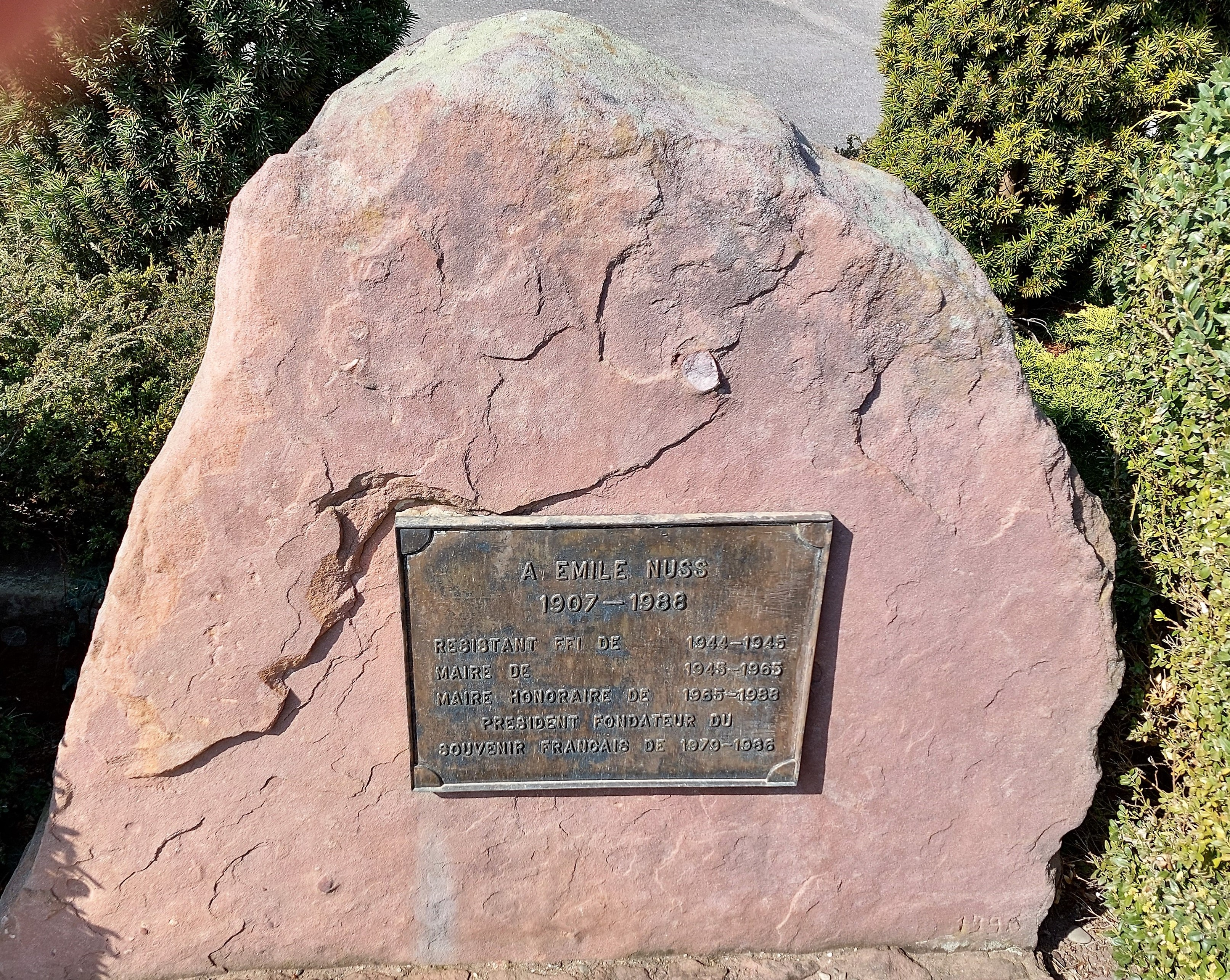
Mémorial Émile Nuss.

| Période                                  | Période    | Identité                  | Étiquette   | Qualité |
| ---------------------------------------- | ---------- | ------------------------- | ----------- | --- |
| Les données manquantes sont à compléter. |            |                           |             | |
| 1945                                     | 1965       | Émile Nuss (1907-1988)    |             | Résistant FFI, maire honoraire                                                                                |
| 1965                                     | 1969       | Florent Schall            |             | |
| 1969                                     | mars 1983  | Léonard Goepp (1933-2021) |             | Adjoint au maire (1965 → 1969)                                                                                |
| mars 1983                                | mars 1989  | Pierre Tubach             |             | Adjoint au maire (1977 → 1983)                                                                                |
| mars 1989                                | juin 1995  | André Schmitt (1939-2018) |             | |
| juin 1995                                | mars 2001  | Constant Reibel           | UDF puis DL | Retraité du secteur bancaire Chevalier de l'Ordre national du Mérite                                          |
| mars 2001                                | avril 2021 | Jean-Luc Ruch             | DVD         | Cadre technico-commercial Réélu pour le mandat 2020-2026 Mandat écourté après l'annulation du scrutin de 2020 |
| avril 2021                               | En cours   | Alexandre Denisty         | SE          | Cadre logistique retraité Élu à la suite d'une élection municipale partielle                                  |

## Démographie

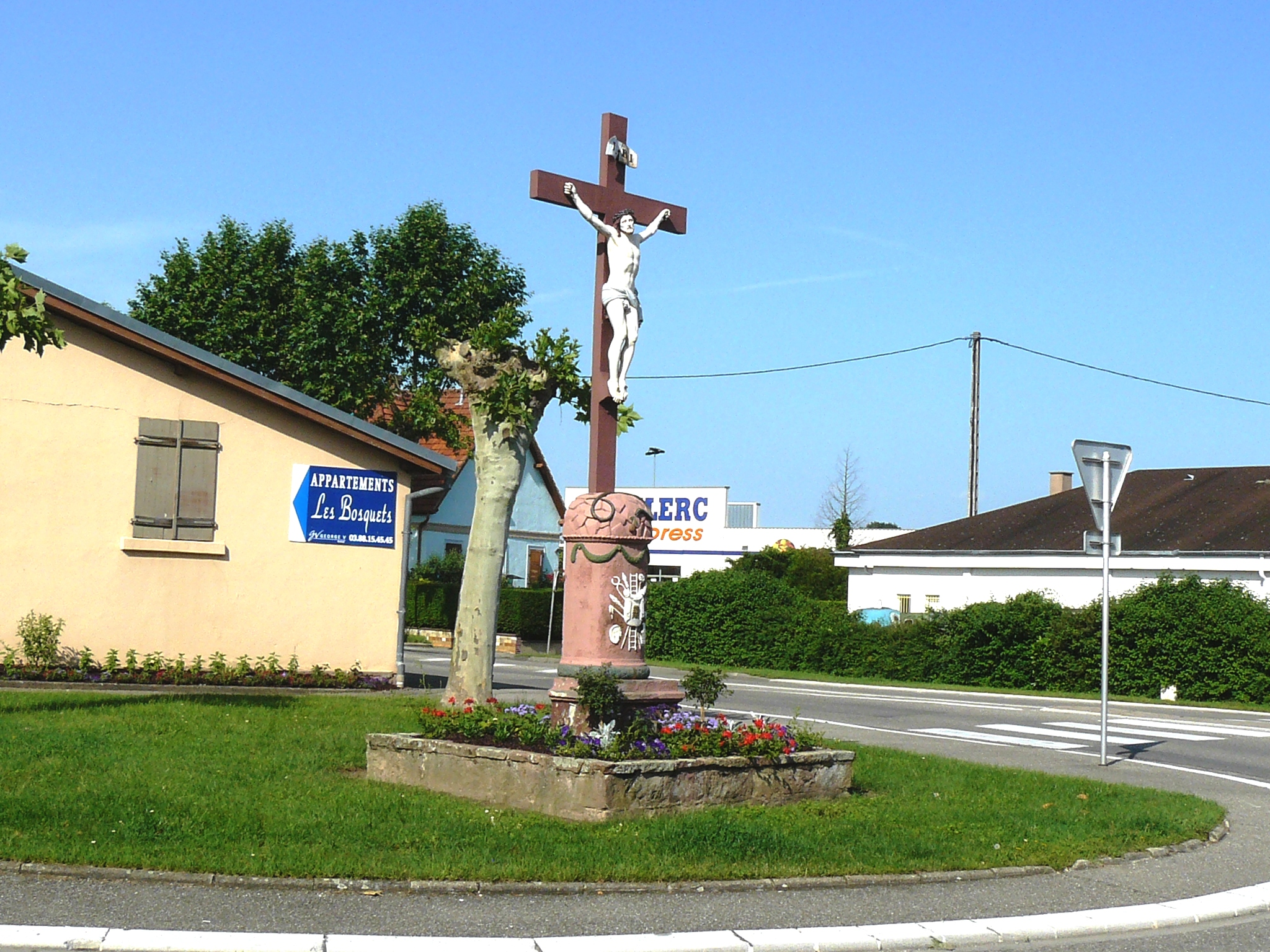
Calvaire (XIXe siècle).

L'évolution du nombre d'habitants est connue à travers les recensements de la population effectués dans la commune depuis 1793. Pour les communes de moins de 10 000 habitants, une enquête de recensement portant sur toute la population est réalisée tous les cinq ans, les populations de référence des années intermédiaires étant quant à elles estimées par interpolation ou extrapolation. Pour la commune, le premier recensement exhaustif entrant dans le cadre du nouveau dispositif a été réalisé en 2007.

En 2022, la commune comptait 2 957 habitants, en évolution de +2,46 % par rapport à 2016 (Bas-Rhin : +3,17 %, France hors Mayotte : +2,11 %).
| 1793 | 1800 | 1806 | 1821  | 1831  | 1836  | 1841  | 1846  | 1851  |
| ---- | ---- | ---- | ----- | ----- | ----- | ----- | ----- | ----- |
| 874  | 851  | 916  | 1 088 | 1 270 | 1 362 | 1 366 | 1 412 | 1 463 |

| 1856  | 1861  | 1866  | 1871  | 1875  | 1880  | 1885  | 1890  | 1895  |
| ----- | ----- | ----- | ----- | ----- | ----- | ----- | ----- | ----- |
| 1 491 | 1 577 | 1 548 | 1 492 | 1 356 | 1 386 | 1 376 | 1 366 | 1 306 |

| 1900  | 1905  | 1910  | 1921  | 1926  | 1931  | 1936  | 1946  | 1954  |
| ----- | ----- | ----- | ----- | ----- | ----- | ----- | ----- | ----- |
| 1 278 | 1 282 | 1 336 | 1 318 | 1 335 | 1 377 | 1 383 | 1 355 | 1 404 |

| 1962  | 1968  | 1975  | 1982  | 1990  | 1999  | 2006  | 2007  | 2012  |
| ----- | ----- | ----- | ----- | ----- | ----- | ----- | ----- | ----- |
| 1 483 | 1 502 | 1 740 | 2 036 | 2 291 | 2 395 | 2 765 | 2 818 | 2 807 |

| 2017  | 2022  | - | - | - | - | - | - | - |
| ----- | ----- | - | - | - | - | - | - | - |
| 2 890 | 2 957 | - | - | - | - | - | - | - |

## Lieux et monuments

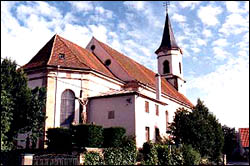
Église Saint-Louis.

### Église Saint-Louis
L'église originelle, du Moyen Âge, est reconstruite vers 1772 d'après un projet conservé aux archives départementales du Bas-Rhin ; elle est consacrée en 1777, date gravée sur la porte antérieure. La partie orientale de la nef et le chœur sont agrandis en 1862 (inscription sur une dalle sur le pan nord-est du chœur). L’édifice est de type néo-classique, composé d'un portail à fronton triangulaire et une façade à clocher semi-engagé, ainsi qu'une nef à portails latéraux rectilignes et un chœur polygonal en retrait. Le projet de l'édifice a été modifié lors de sa construction : le nombre de travées de la nef a été augmenté et le portail a été modifié. Sur la façade Sud de l'église se trouve un cadran solaire sculpté dans une dalle carrée. Recouvert à une certaine époque, il revit le jour en 1967 lors de la rénovation du revêtement du mur. Le maître-autel est encadré de quatre colonnes corinthiennes. Le tableau s'y trouvant date de 1838 et représente le patron de l'église agenouillé en prière.

### Chapelle privée
Elle date de 1808. À la suite de la naissance de trois enfants sourds et muets, une famille du village fait le serment d'édifier une chapelle si un enfant sain vient au monde. Le vœu se réalise, et le père fait alors construire cette chapelle privée en 1808, allant lui-même chercher les matériaux nécessaires à son édification.

### Le sentier de Hansi
Circuit de 0,6 km – durée ¼ h. Cette promenade pédagogique sur la protection du biotope et des zones naturelles reliant la rue Louise-Weiss à la rue de la Gare suit le cours d’un ruisseau bordé d'arbres et arbustes. Tout au long du chemin sont installés des panneaux expliquant notamment le cycle de vie des oiseaux.

### La gare
Duttlenheim possède une gare ferroviaire desservie par le TER Grand-Est (anciennement TER Alsace).
Cette gare se situe entre Duttlenheim et Ernolsheim-Bruche, et se trouve sur le terrain de la commune de Dachstein.
Cette gare se situe sur les lignes Strasbourg – Obernai – Barr – Sélestat et Strasbourg – Saales – Saint-Dié-des-Vosges.

### Autres
- Calvaire (1718) ;
- Presbytère (1764) ;
- Ancien lavoir (XIXe siècle) ;
- Mairie-école (1864) ;
- Collège Nicolas-Copernic (2003), architecte : Jean-Vendelin Krummenacker. Deux petits campaniles encadrent un dôme de tuiles en bois couronné par une couvertine en cuivre. L’idée du bois en couverture a pu s’imposer grâce au procédé mis en place par l’architecte : l’eau de pluie ruisselle sur la couvertine, se chargeant en ions de cuivre, puis s’écoule sur les tuiles bois, les traitants ainsi contre larves et champignons.

## Personnalités liées à la commune
- Arsène Wenger, joueur à Strasbourg puis entraîneur mythique  de football à Arsenal, a grandi à Duttlenheim. Il a joué au FC Duttlenheim de 1963 à 1969. Wenger se réclame « enfant de Duttlenheim », et se rappelle : au restaurant La Croix d’Or tenu par ses parents, “On n'y parlait que de foot, j'ai donc dû penser que la seule chose importante dans le monde, c'était le foot", tout ça dans un village alors composé de 80 % d'agriculteurs, un milieu encore rural, très loin du monde du sport.
- Tomi Ungerer, artiste alsacien. L'école maternelle porte son nom.

## Galerie d'images

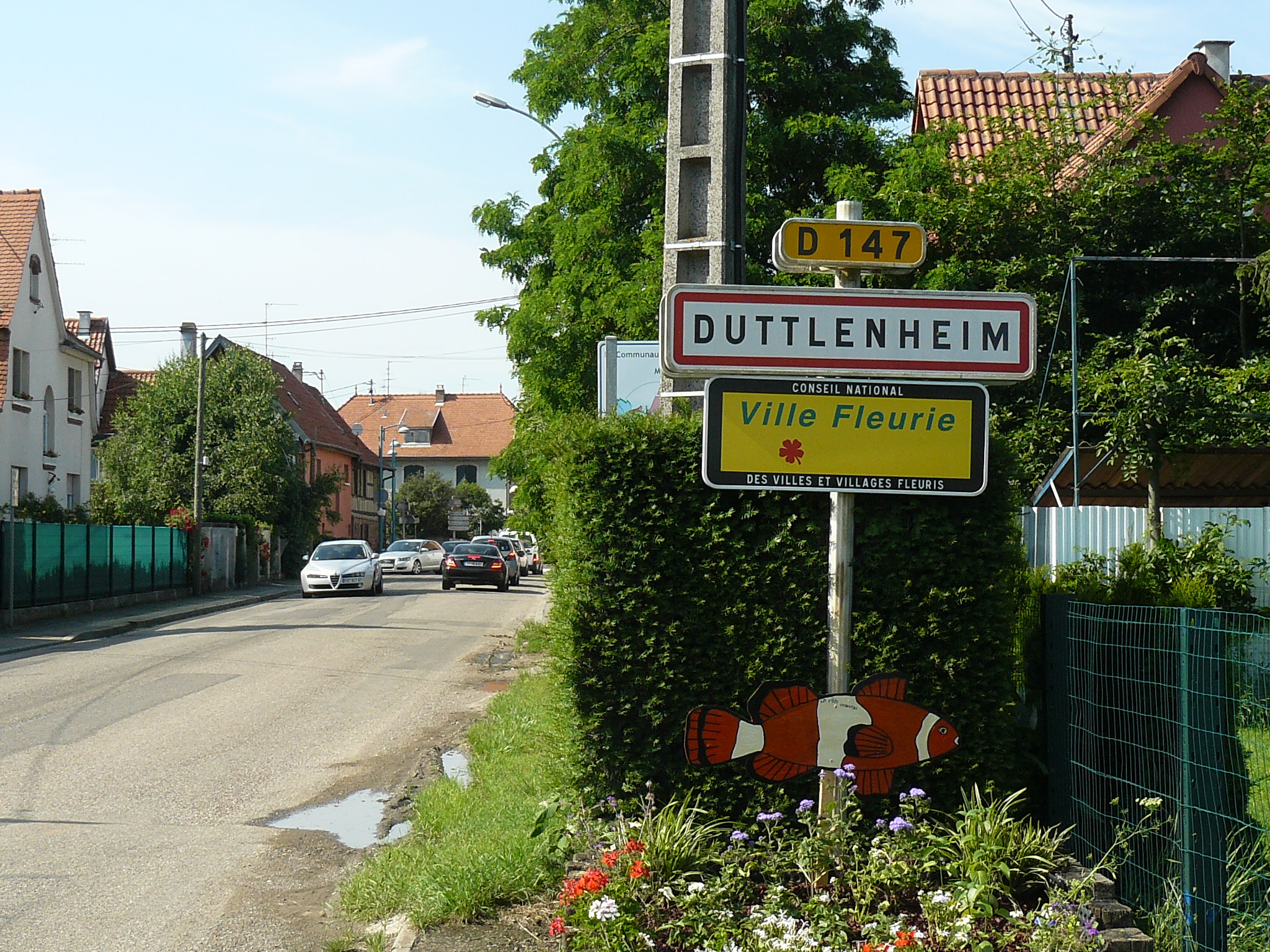
Entrée du village.
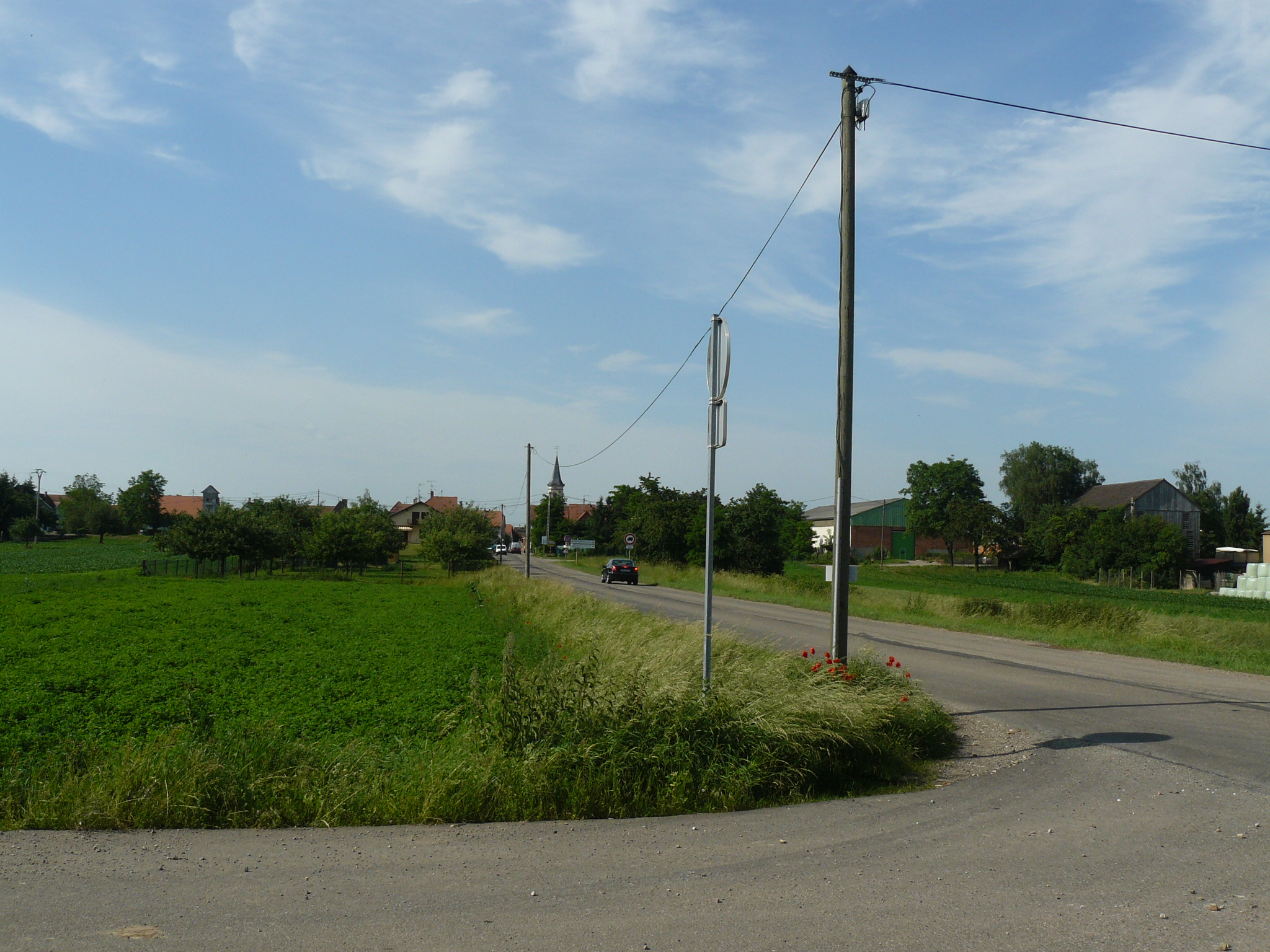
Duttlenheim et son église observés depuis les champs.
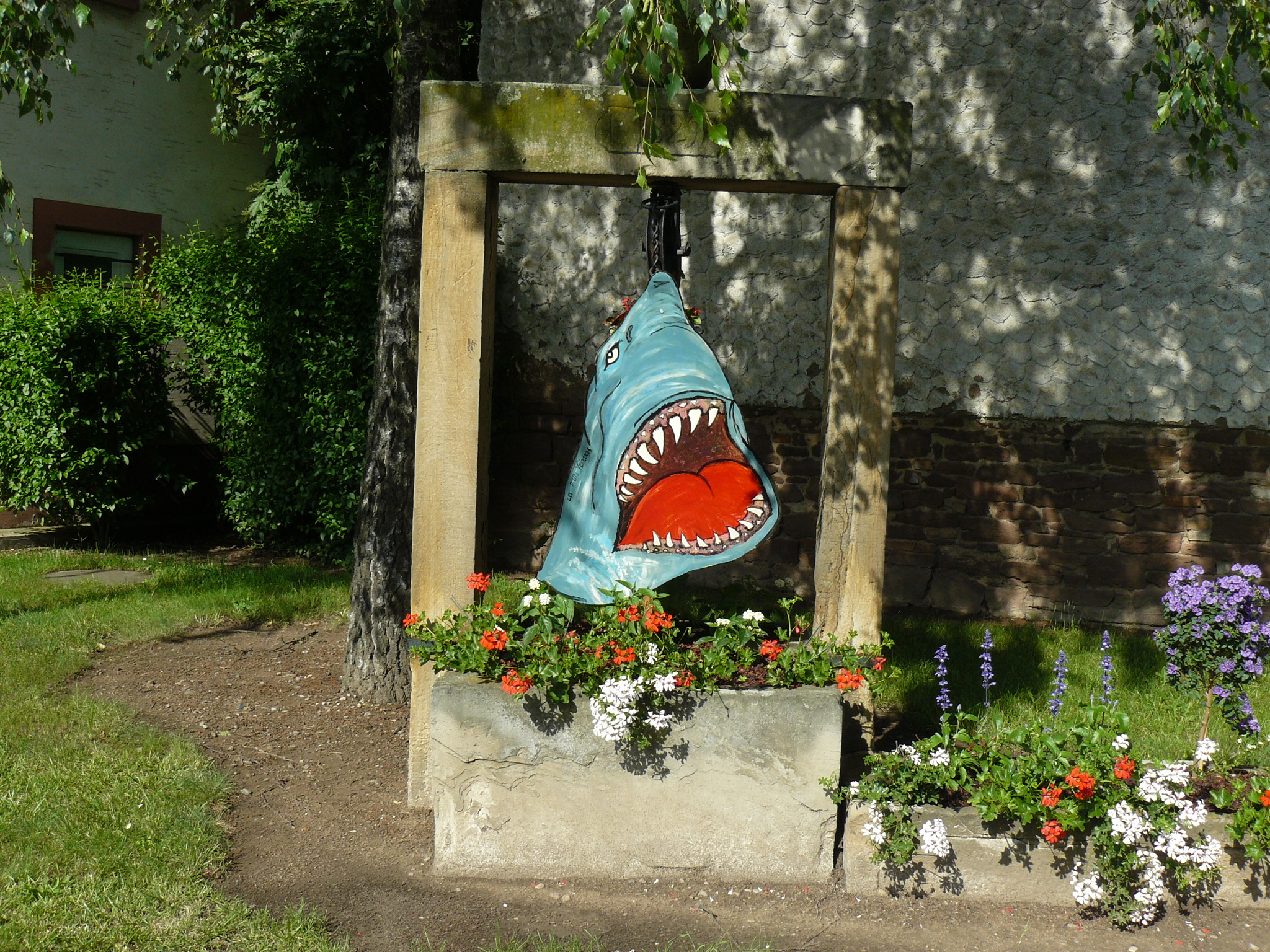
Puits de 1830 avec comme décoration un requin.
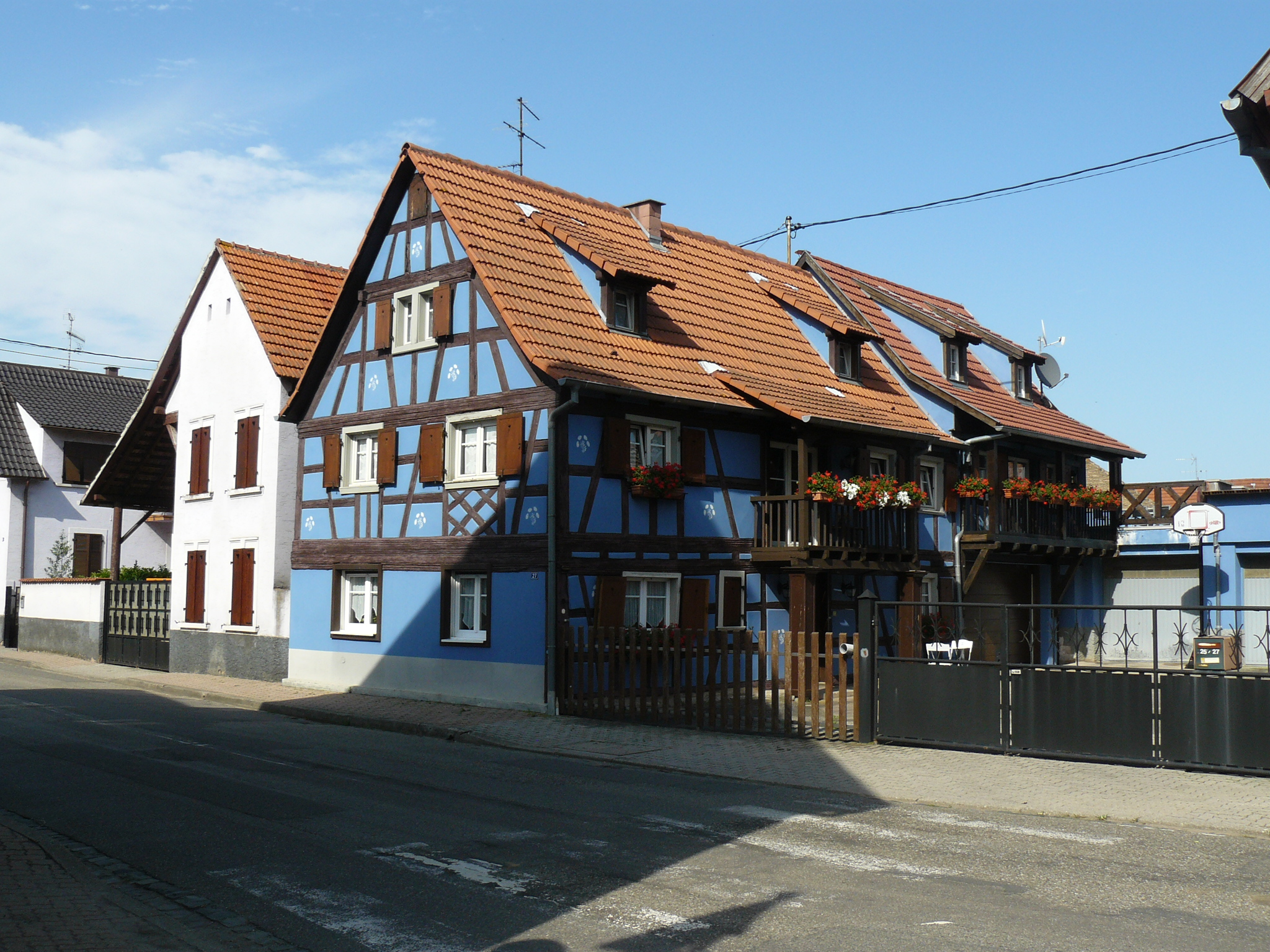
Très belle maison à colombages.
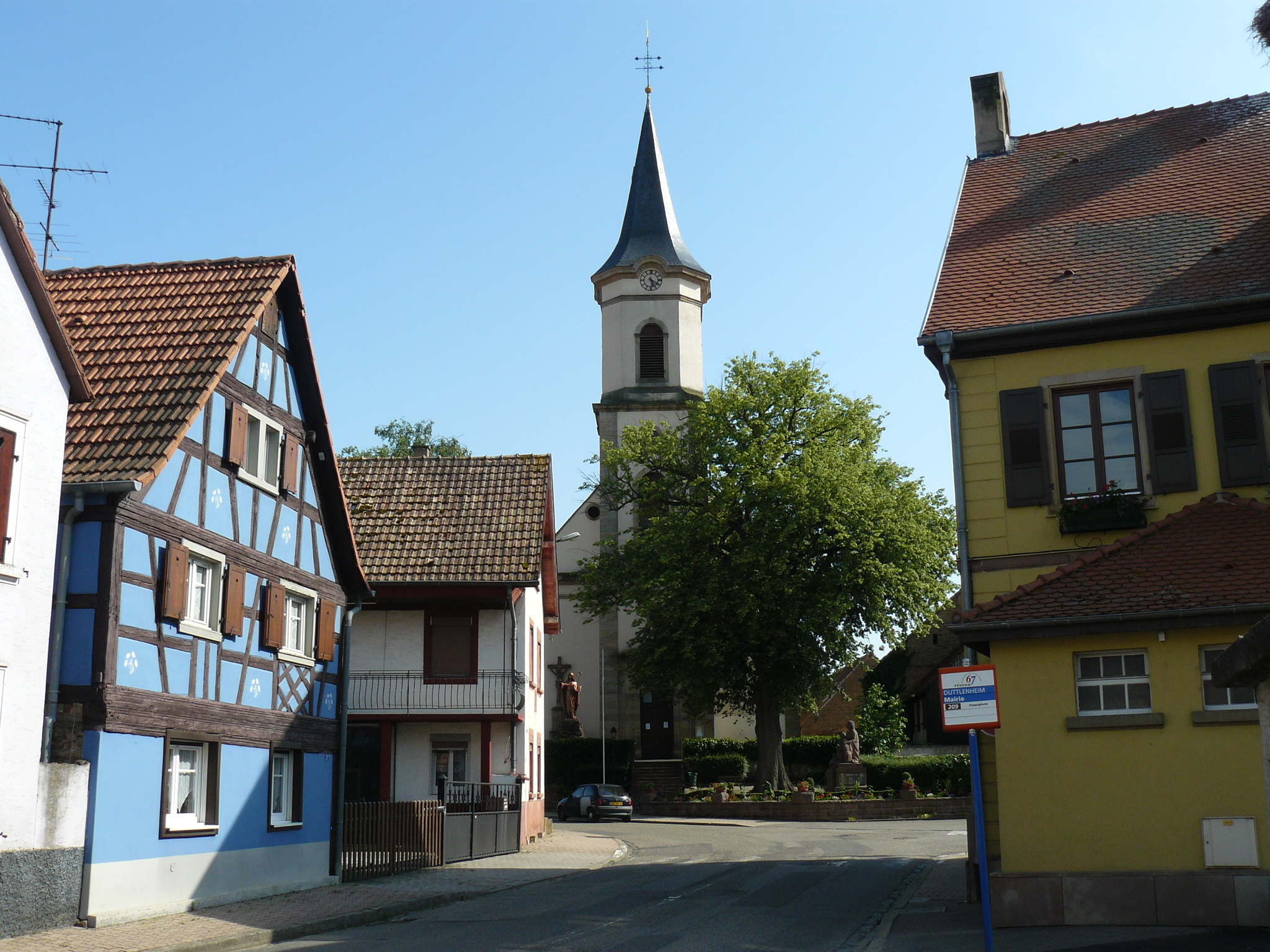
La place de l'église Saint-Louis.
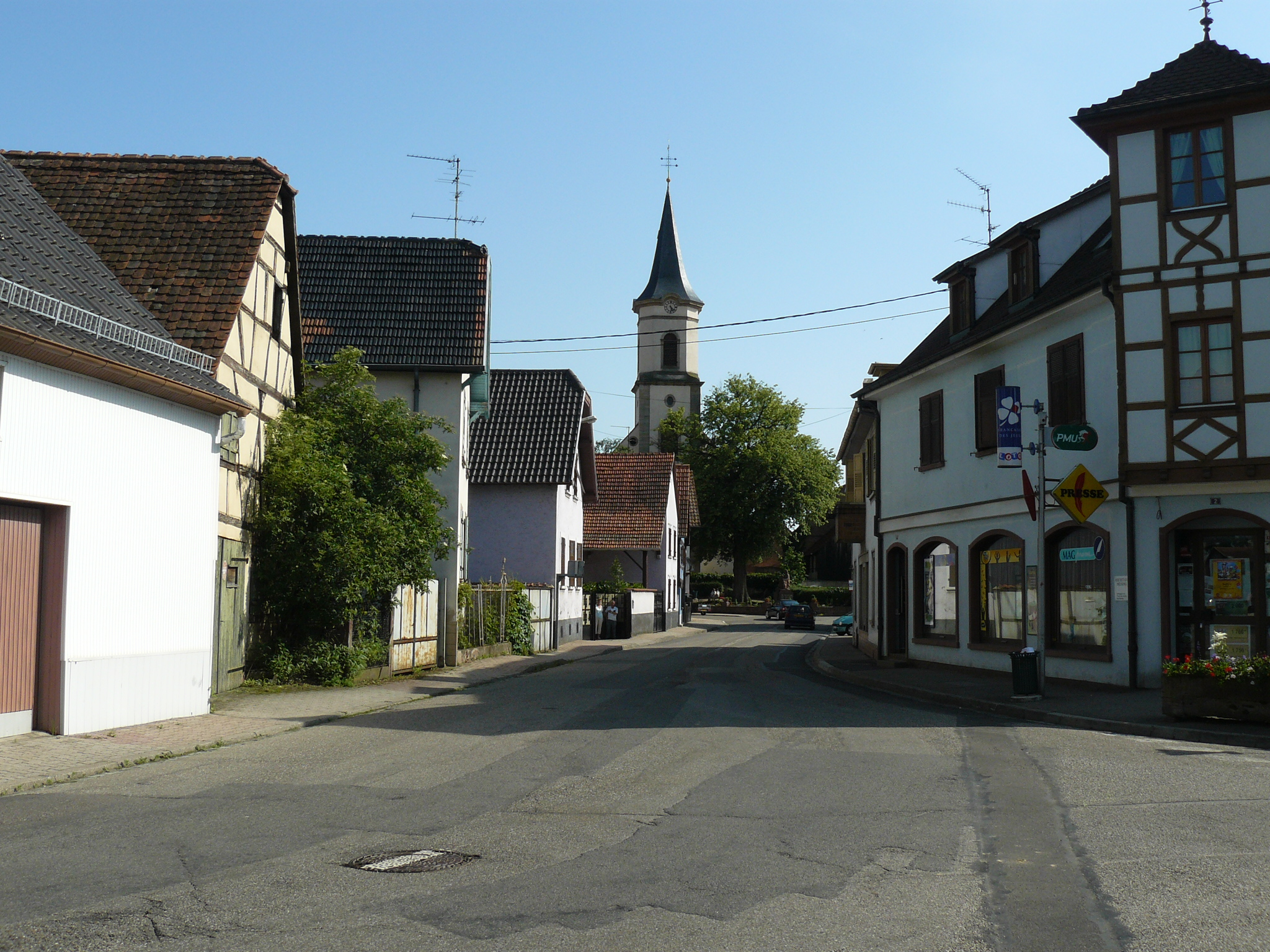
L'église Saint-Louis.
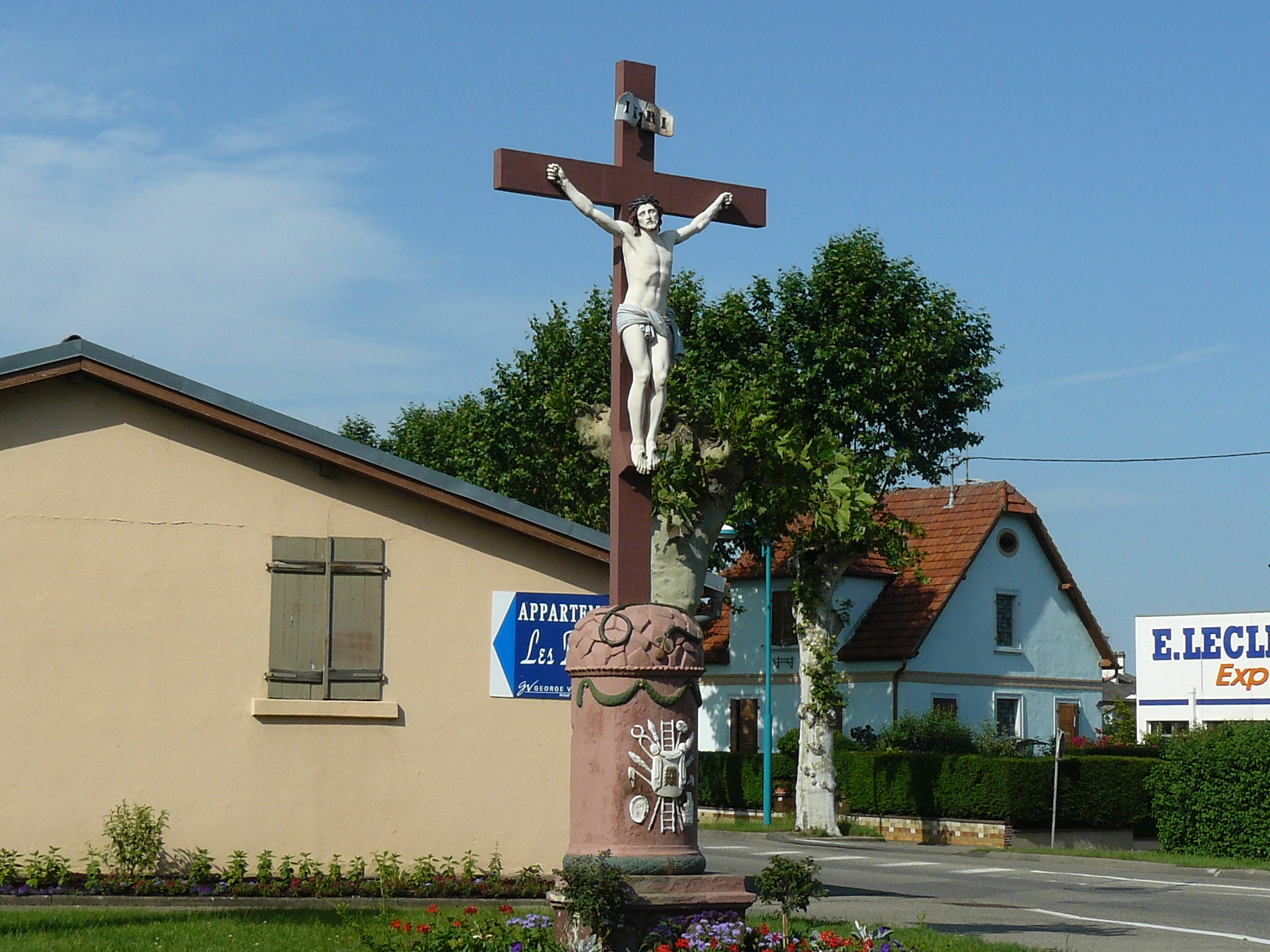
Calvaire à la sortie du village (XIXe siècle).
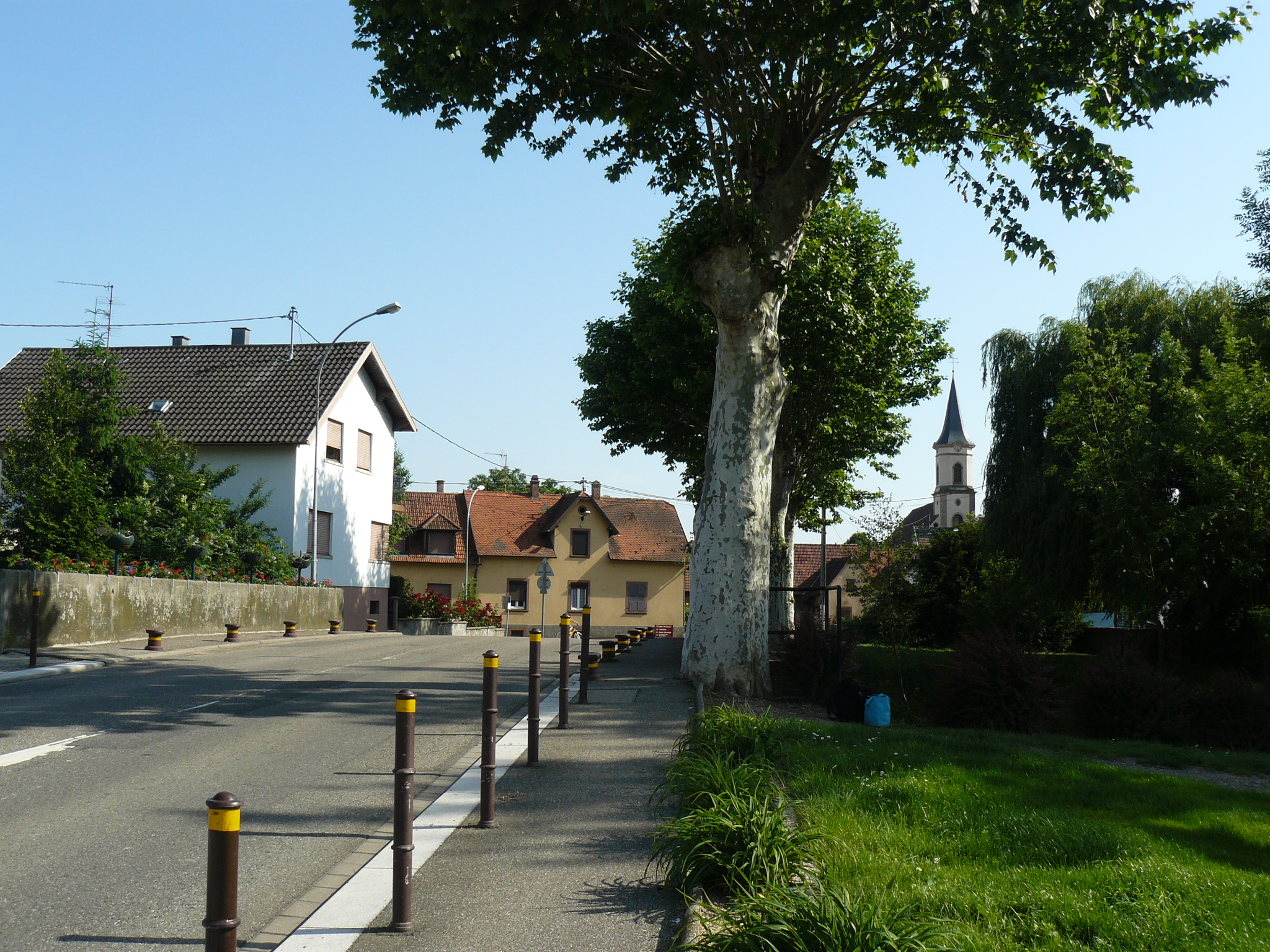
Le village traversé par le bras de la Bruche.
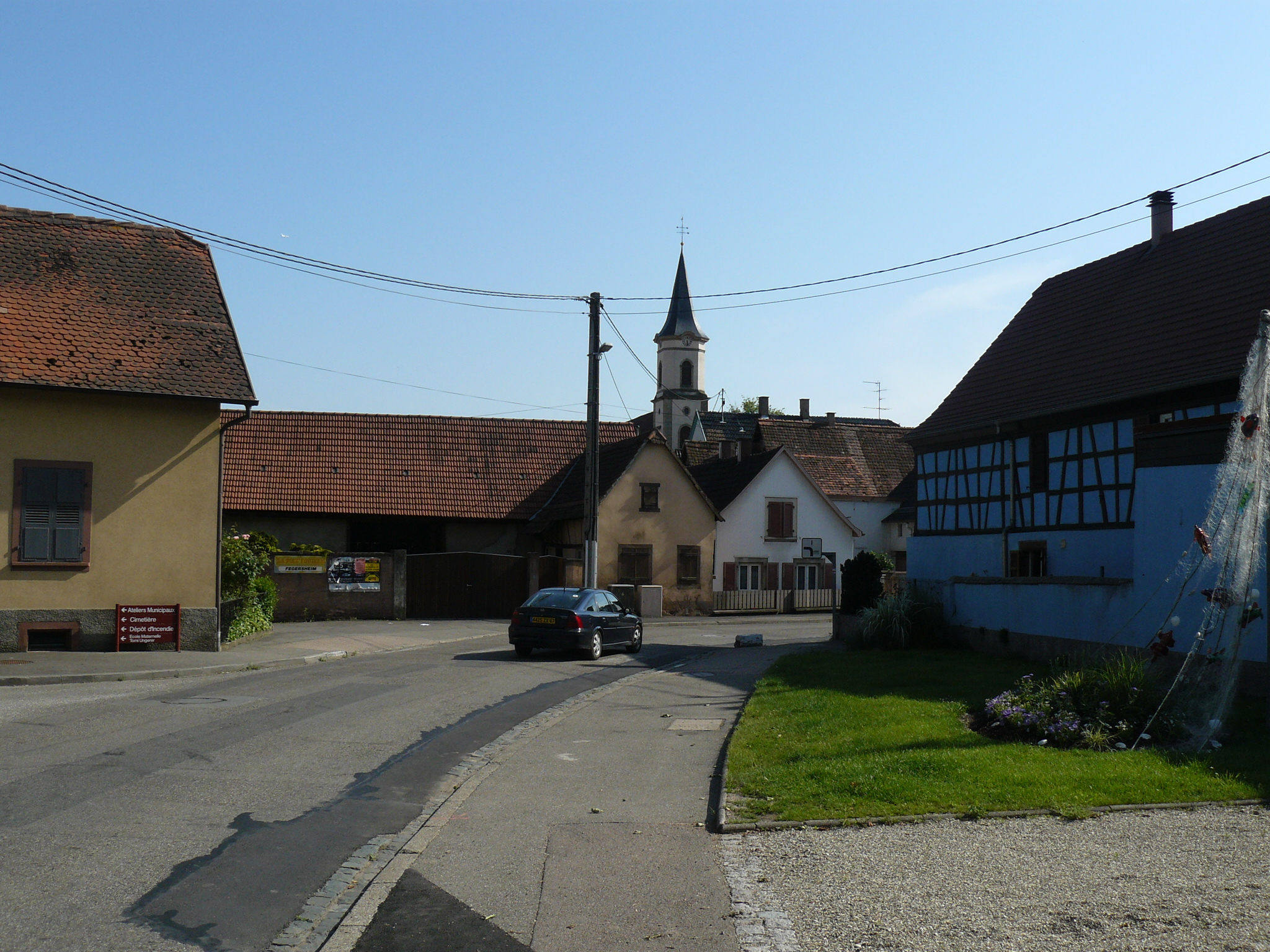
Le milieu du village.
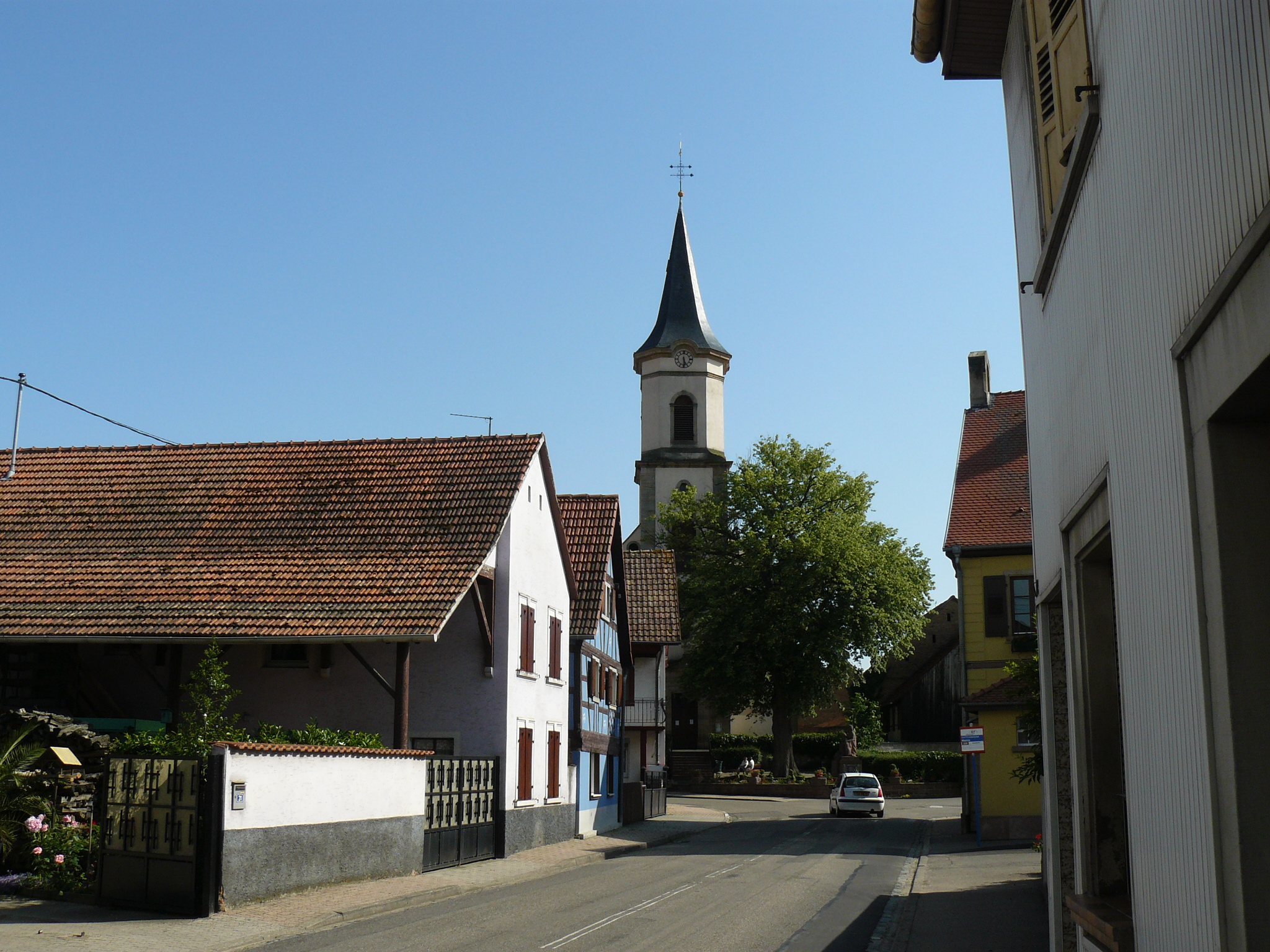
L'église et le village.

## Héraldique
| Blason de Duttlenheim | Blason  | Écartelé : au premier d'azur au buste de femme sans bras de carnation, au deuxième d'or à la cigogne contournée au naturel, au troisième d'or à la croix de gueules, au quatrième coupé au I d'azur à la montagne de six coupeaux d'or et au II d'argent plain. |
| Blason de Duttlenheim | Détails | Ces armes plutôt modernes rappellent d'anciens seigneurs du village. |